# Средний Алечский ледник
Сре́дний Але́чский ледни́к (нем. Mittelaletschgletscher) — долинный ледник на южном склоне Бернских Альп в кантоне Вале, Швейцария.
Средний Алечский ледник имеет длину 5,4 км и площадь около 8,31 км² (по состоянию на 1973 год). Он берёт своё начало на восточном склоне Алечхорна и южном склоне Драйекхорна (нем. Dreieckhorn, 3811 м) на высоте около 3700 метров над уровнем моря из широкого фирнового поля на склоне крутизной около 36°. Далее он стекает на юго-восток в долину между Гиссхорном (нем. Geisshorn, 3740 м) на западе и Олменхорном (нем. Olmenhorn, 3314 м) на востоке. Около Гиссхорна он подпитывается ещё одним фирновым полем. Язык ледника заканчивается на высоте 2350 метров над уровнем моря. Вытекающий из-под языка Среднего Алечского ледника поток талой воды приблизительно через 1 км поглощается телом Большого Алечского ледника.
Ледник Миттельалеч долгое время был одним из рукавов Большого Алечского ледника. Но из-за потепления климата и отступления альпийских ледников в начале 1970-х годов он оторвался от Большого Алечского ледника.

## Всемирное наследие
В декабре 2001 года Средний Алечский ледник, наряду с Большим Алечским ледником, был включён ЮНЕСКО в список Всемирного наследия в составе региона Юнгфрау-Алеч-Бичхорн.